# Laganadi
Laganadi (Lacanàdi in calabrese, Lachanàdes in greco-calabro) è un comune italiano di 326 abitanti della città metropolitana di Reggio Calabria in Calabria.
Il centro si trova alle pendici dell'Aspromonte ed è posto a nord-est di Reggio. Fa parte della Comunità montana Versante dello Stretto.

## Origini del nome
Laganadi deriverebbe, secondo Giovanni Alessio, dal greco "làchana" ossia piantagione di cavoli.

## Storia
La storiografia tradizionale fa risalire la fondazione del paese al X sec., quando un gruppo di abitanti della vicina Calanna, si trasferirono nelle zone più interne per sfuggire ai Saraceni.
Però nel 1838, in contrada Favaro, sono state ritrovate ossa umane di età remota, per cui si pensa che il luogo fosse abitato già in precedenza.
Casale di Calanna di cui seguì la storia feudale. Fu quindi governato dai Sanseverino di Mileto e dai Ruffo di Sinopoli. Dal 1480 al 1580 appartenne ai Carafa, cui seguirono i de Francesco, che tennero il feudo fino al 1608 anno in cui subentrarono i Ruffo Principe di Scilla, ultimi signori di Calanna.
Con l'ordinamento francese del 1807 Laganadi divenne, "luogo", cioè, Università nel Governo di Catona. Il riordino del 1811 lo includeva come Comune, nel Circondario di Calanna.
Il borgo venne gravemente danneggiato dai terremoti del 1783 e del 1908.

### Simboli
Lo stemma e il gonfalone sono stati concessi con decreto del presidente della Repubblica del 9 luglio 1975.
Lo stemma riprende un sigillo del comune presente sugli atti preliminari per la formazione del Catasto onciario del 1742.
Il gonfalone è un drappo partito di bianco e di rosso.

## Società

### Evoluzione demografica
Abitanti censiti

## Economia
L'agricoltura rappresenta il comparto trainante dell'economia locale. Nel paese si producono principalmente olio d'oliva, legname e formaggi.

## Amministrazione
| Periodo        | Periodo        | Primo cittadino     | Partito                                 | Carica                  | Note   |
| -------------- | -------------- | ------------------- | --------------------------------------- | ----------------------- | ------ |
| 12 aprile 1989 | 27 maggio 1989 | Antonio Cantarino   |                                         | Commissario prefettizio | [ 6 ]  |
| 20 luglio 1989 | 28 giugno 1990 | Antonio Calarco     | Partito Socialista Democratico Italiano | Sindaco                 | [ 7 ]  |
| 19 agosto 1990 | 13 giugno 1994 | Domenico Princi     | Indipendente                            | Sindaco                 | [ 8 ]  |
| 13 giugno 1994 | 25 maggio 1998 | Domenico Princi     | Indipendente                            | Sindaco                 | [ 9 ]  |
| 25 maggio 1998 | 28 maggio 2002 | Domenico Princi     | Lista civica di centro                  | Sindaco                 | [ 10 ] |
| 28 maggio 2002 | 29 maggio 2007 | Michele Spadaro     | Lista civica di centro                  | Sindaco                 | [ 11 ] |
| 29 maggio 2007 | 8 maggio 2012  | Michele Spadaro     | Lista civica                            | Sindaco                 | [ 12 ] |
| 8 maggio 2012  | 12 giugno 2017 | Giuseppe Cannizzaro | Lista civica                            | Sindaco                 | [ 14 ] |
| 12 giugno 2017 | 13 giugno 2022 | Michele Spadaro     | Lista civica                            | Sindaco                 | [ 16 ] |
| 13 giugno 2022 | in carica      | Michele Spadaro     | Lista civica                            | Sindaco                 | [ 17 ] |